# Obszar dworski
Obszar dworski (niem. Gutsbezirk) – teren wyłączony z granic gmin wiejskich, na którym funkcje administracyjne i sądownicze pełnił właściciel ziemski. Obszary dworskie funkcjonowały w Królestwie Polskim, Prusach i Galicji.
Od XV w. panowie feudalni (szlachta) zaczęli odbierać chłopom ziemie uprawne, włączając je do tzw. obszarów dworskich, czyli folwarków. Na mocy statutu warckiego (1423) zatwierdzonego przez Władysława II Jagiełłę, szlachta mogła pozbawiać ziemi sołtysów, o ile uznała ich za „krnąbrnych i nieposłusznych”. Szlachta wyznaczała chłopom grunty orne mniejszej i gorszej jakości (rugi) oraz przejmowała gospodarstwa opuszczone.
Wieś składała się wówczas z pańskiego dworu i jego wielkiego gospodarstwa oraz mniejszych gospodarstw chłopskich, których mieszkańcy byli zobowiązani do przymusowejj pańszczyzna. W obszarach dworskich ograniczano swobody osobiste poddanych, na mocy statutu piotrkowskiego z 1496 roku, który m.in. zabraniał chłopom opuszczania wsi. Pan mógł skazywać poddanych na kary pieniężne, chłostę, więzienie, dyby lubkarę śmierci.
Obszary dworskie na terenie Galicji (województwa: krakowskie, lwowskie, tarnopolskie i stanisławowskie) zniesiono 1 sierpnia 1919.
W zaborze pruskim uprawnienia sądowe właściciela ziemskiego zniesiono w 1848, władzę policyjną w 1872 – obszary dworskie istniały do 1933.